# Medalha Comemorativa da Expedição ao Tonquim
A Medalha Comemorativa da Expedição ao Tonquim (em francês:  Médaille commémorative de l'expédition du Tonkin) foi uma medalha de campanha concedida a todos os soldados e marinheiros franceses que participaram nas batalhas da campanha do Tonquim e da Guerra Sino-Francesa entre 1883 e 1885, como parte do Corpo Expedicionário do Tonquim. A medalha, decretada por lei de 6 de setembro de 1885, foi cunhada na Monnaie de Paris e distribuída pouco antes do desfile do Dia da Bastilha, em 14 de julho de 1886, a cerca de 65.000 soldados e marinheiros. A medalha foi posteriormente concedida a participantes de uma série de campanhas anteriores e posteriores na Indochina, elevando o número total de premiados para 97.300.

## História
Sob a Terceira República, a França decidiu estender a sua influência ao Tonquim, no norte do Vietnã, enviando para lá um destacamento comandado pelo Capitão Henri Rivière. Mas ele foi capturado durante uma sortida a Cau-Giai, Batalha da Ponte de Papel em 19 de maio de 1883, e decapitado pelos Bandeiras Negras. A reação francesa foi vigorosa; a Câmara dos Deputados votou por unanimidade pelo envio ao Extremo Oriente de uma força expedicionária para ocupar e depois pacificar o Tonquim e, assim, fazer com que o protetorado francês sobre Aname fosse reconhecido.
Durante três anos - de 1883 a 1885 - os marinheiros da esquadra comandada pelo Almirante Amédée Courbet, os soldados da infantaria de tropas navais, os esquadrões de spahis e de caçadores africanos, os batalhões de zuavos, os tirailleurs argelinos e os legionários operariam no Tonquim, Anam e China. Colocados sob as ordens dos generais Charles-Théodore Millot e depois Philippe, Marie, Henri Roussel de Courcy, este corpo expedicionário lutaram na Campanha de Sơn Tây e na Guerra Sino-Francesa. As operações terminaram com a assinatura, em 9 de junho de 1885, do segundo tratado de Tientsin com a China da Dinastia Qing.

## Lei de 6 de setembro de 1885
A decisão de emissão de uma medalha comemorativa foi consagrada numa lei de 6 de Setembro de 1885, cujo texto é o seguinte:
Artigo 1. É estabelecida uma medalha comemorativa para a expedição ao Tonquim e as operações militares dirigidas contra a China e Annam em 1883, 1884 e 1885.
Artigo 2. A medalha será de prata, com 30 milímetros de diâmetro. De um lado terá a efígie da República, com as palavras République française, e do outro a legenda Tonkin, Chine, Annam e numa inscrição os nomes dos mais gloriosos feitos de armas. O medalhão será encerrado dentro de uma coroa de louros.
Artigo 3. Os agraciados com esta medalha deverão usá-la no lado esquerdo do peito, presa a uma fita metade verde e metade amarela.
Artigo 4. A medalha será concedida pelo Presidente da República a todos os soldados e marinheiros que participaram na expedição ao Tonquim e nas operações militares dirigidas contra a China e Annam em 1883, 1884 e 1885, por recomendação do ministério responsável pelos respectivos corpo ou serviço.

## Descrição da medalha
Conforme estipulado na lei de 6 de setembro de 1885, o anverso da medalha apresenta uma efígie da República e as palavras République française, encerradas numa coroa de louros. De acordo com a convenção, a República é representada como uma jovem de capacete com a palavra patrie (pátria) inscrita na viseira do capacete.
No verso da medalha está uma lista de alguns dos combates mais notáveis da Campanha do Tonquim e da Guerra Sino-Francesa. Foram feitas duas versões da medalha, uma para o exército e outra para a marinha e as troupes de marine. A medalha da Marinha inclui os seguintes nomes: Cau-Giaï, Sontay, Bac-Ninh, Fou-Tchéou, Formose, Tuyen-Quan e Pescadores. A medalha emitida pelo exército omite o nome Cau-Giaï, já que este combate, uma grave derrota francesa em 19 de maio de 1883, na qual Henri Rivière, o commandant supérieur francês no Tonquim, foi morto, foi inteiramente um assunto da marinha.
Os nomes, dados em ordem cronológica, referem-se respectivamente à Batalha da Ponte de Papel (19 de maio de 1883), à Campanha de Sơn Tây (dezembro de 1883), à campanha de Bắc Ninh (março de 1884), à Batalha de Fuzhou (23 de agosto de 1884), à Campanha de Keelung (agosto de 1884 a abril de 1885), ao Cerco de Tuyên Quang (novembro de 1884 a março de 1885) e à Campanha de Pescadores (março de 1885).
A fita da medalha, prevista na lei de 6 de setembro de 1885 como metade verde e metade amarela, foi redesenhada no decorrer da produção, e a versão final apresentava quatro listras verdes sobre fundo amarelo. O fecho está inscrito com a palavra Tonkin.

## Elegibilidade e distribuição

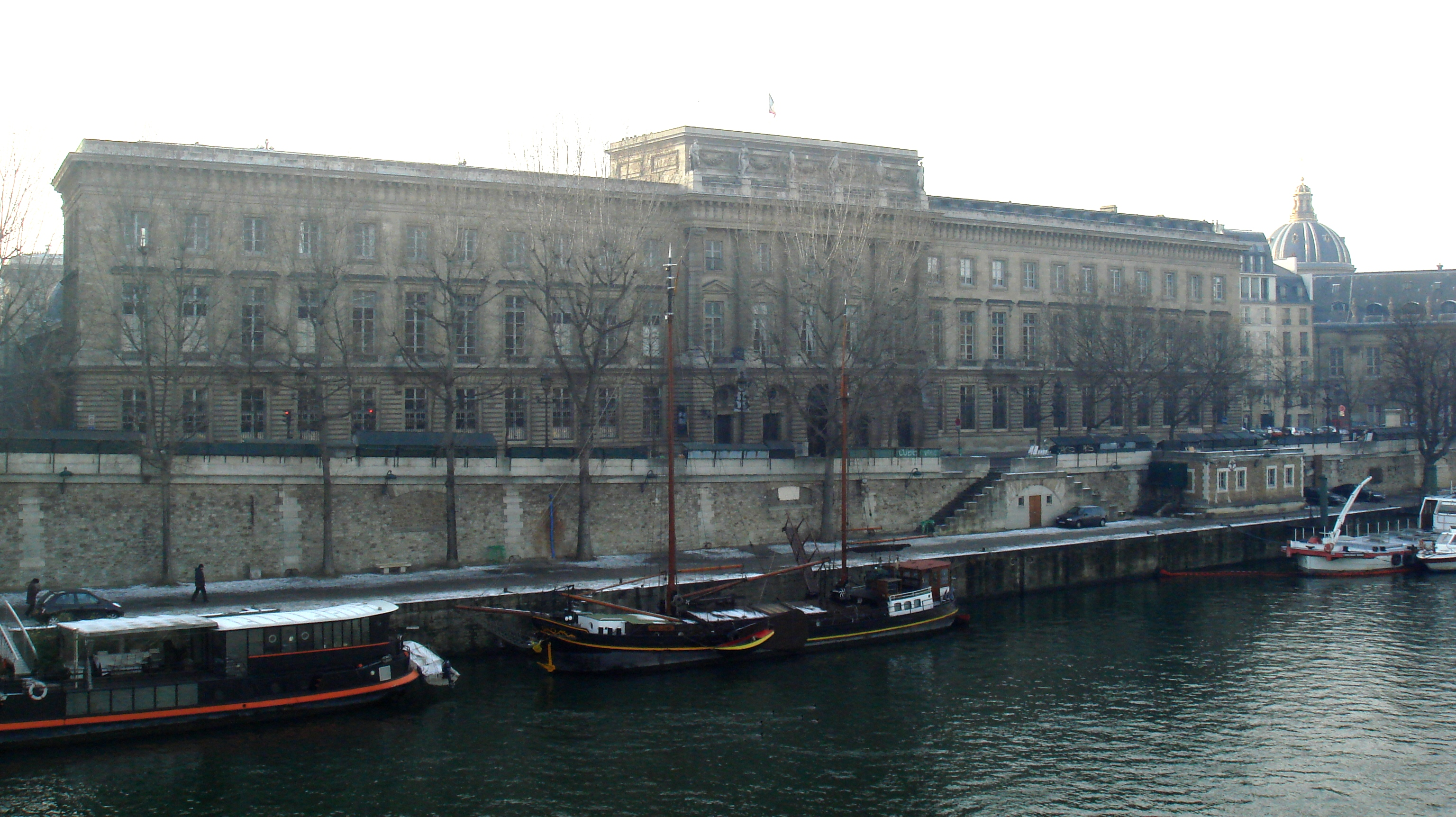
A Monnaie de Paris.

A medalha, cunhada na Casa da Moeda de Paris, foi inicialmente distribuída aos participantes das campanhas do Tonquim, Annam e China entre 1883 e 1885. Nenhuma distinção foi feita entre combatentes e não-combatentes. O pessoal administrativo e de apoio, incluindo cantinières e funcionários que trabalham nos serviços de tesouraria, correios e telegrafia militar, eram elegíveis para a atribuição da medalha. A medalha não foi concedida a participantes cujos registros de serviço foram prejudicados por ofensas militares graves ou má conduta habitual.
Nos casos de homens falecidos na ativa, a medalha era entregue como lembrança a um parente próximo (por ordem de preferência o filho mais velho, a viúva, o pai, a mãe ou o irmão mais velho do falecido).
Cada ganhador da medalha também recebeu um diploma emitido pelo Ministério da Marinha ou pelo Ministério do Exército.
Uma lei de 27 de julho de 1887 estendeu a distribuição da medalha aos militares que participaram de várias expedições na Indochina desde o fim da Guerra Sino-Francesa e àqueles que lutaram no Tonquim sob o comando de Francis Garnier em 1873 e nas primeiras campanhas de Henri Riviere em 1882. A medalha acabou sendo emitida para todos os militares que fizeram campanha entre 1885 e 1893 no Tonquim, Annam, Camboja, Sião e Alto Mekong, elevando o número total de agraciados para 97.300.

## Controvérsias

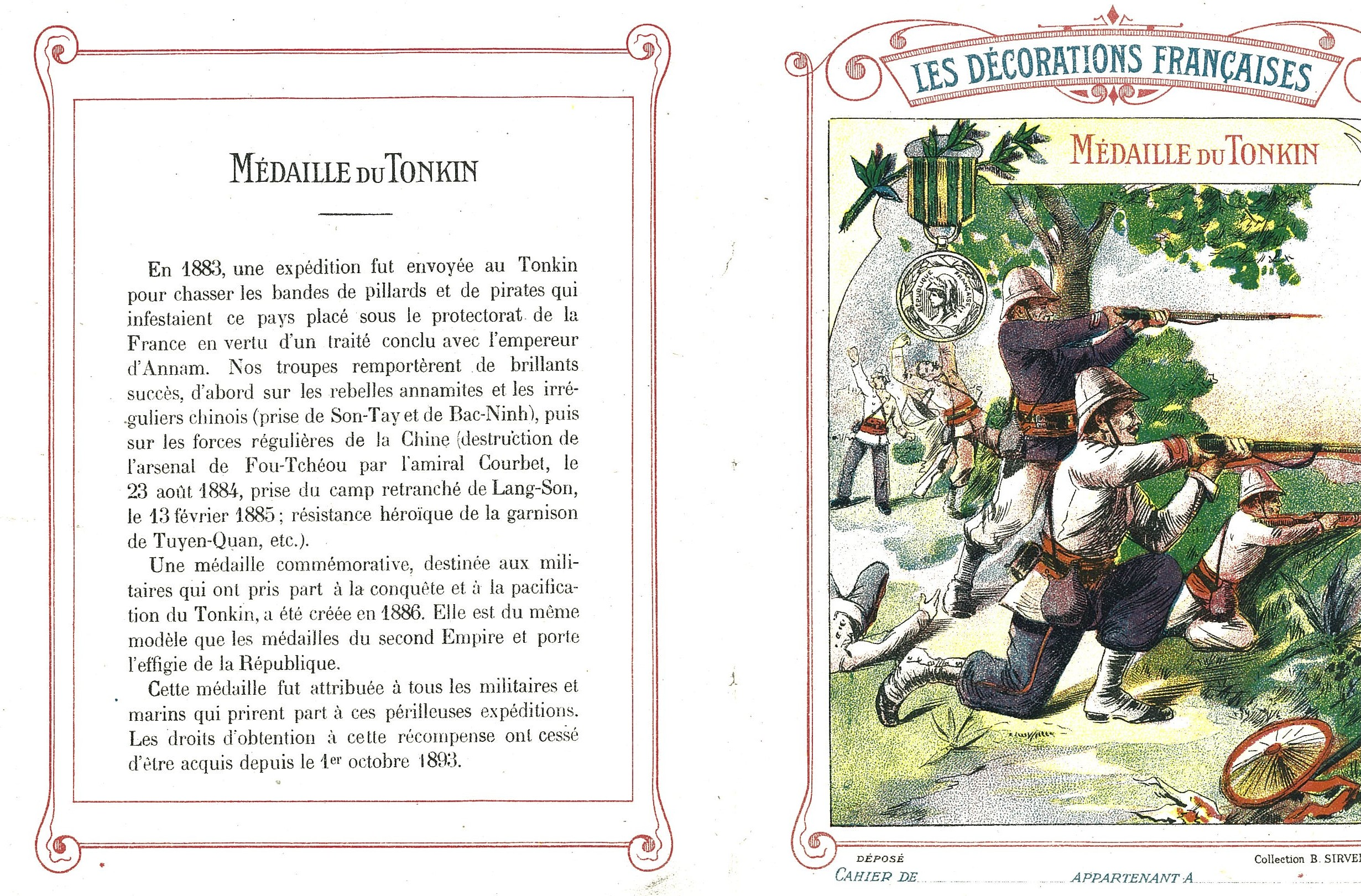
Educar os jovens: um caderno escolar francês explica o significado da medalha.

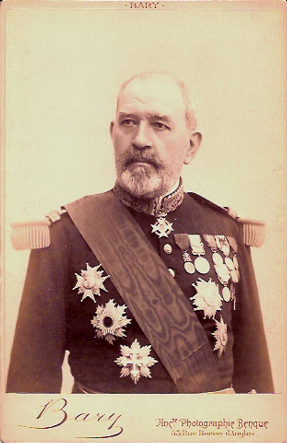
Almirante Henri Rieunier.

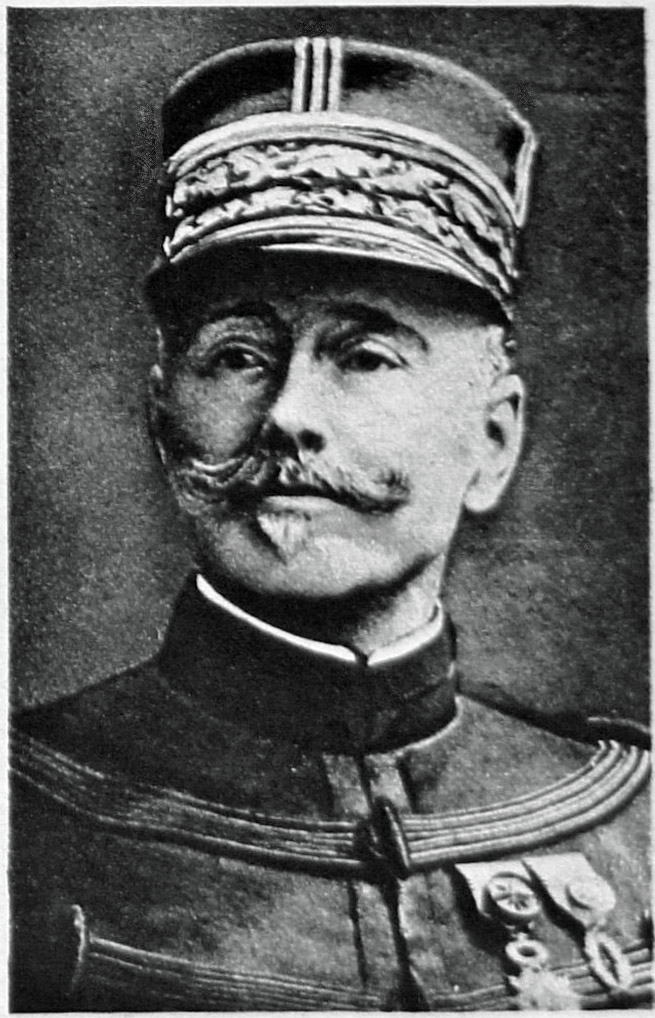
General Augustin Gérard.

A lista de feitos d'armas comemorados no reverso da medalha suscitou comentários. Embora a maioria dos combates incluídos fossem incontroversos, a comemoração da derrota francesa na Batalha da Ponte de Papel levantou algumas sobrancelhas. O governo incluiu este engajamento como uma homenagem aos dois mártires preeminentes da conquista francesa do Tonquim, Henri Rivière e Francis Garnier. O campo de batalha de Cau-Giai, onde Rivière tombou em 19 de maio de 1883, foi também palco da derrota e morte de Francis Garnier dez anos antes, em 21 de dezembro de 1873.

Houve uma série de ausências intrigantes na lista, incluindo as batalhas da Campanha de Kep de outubro de 1884 e da Campanha de Lạng Sơn em fevereiro de 1885. Em ambas as campanhas, o Corpo Expedicionário do Tonquim infligiu uma série de derrotas aos chineses. A decisão de não comemorar a Campanha de Lạng Sơn foi tomada porque seus ganhos foram anulados em março de 1885 pela notória Retirada de Lạng Sơn. No entanto, a omissão irritou muitos dos veteranos que participaram na campanha de fevereiro. O Tenente Armengaud, oficial da Legião Estrangeira, criticou amargamente esta decisão no final do seu livro Lang-Son. Na opinião de Armengaud, vários dos combates de fevereiro (Dong Song, Pho Vy e Dong Dang) qualificaram-se para inclusão, assim como as batalhas de Bang Bo e Ky Lua, travadas em torno de Lạng Sơn no final de março de 1885:
Ele lamenta, no entanto, juntamente com todos os outros que lutaram na expedição contra Lạng Sơn, que as derrotas que a encerraram tenham manchado de tal forma os louros conquistados nas numerosas ações travadas antes de 24 de março que tenham sido considerados indignos de fornecer um nome glorioso a gravar na medalha comemorativa da campanha do Tonquim. Dong Song! Pho Vy! Dong Dang! Bang Bo! Ky Lua! Não faltariam nomes possíveis!
A decisão do governo de conceder a medalha a todos os soldados e marinheiros que lutaram na campanha do Tonquim e na Guerra Sino-Francesa também foi controversa. Mais de 65.000 militares (30.000 soldados e 35.000 marinheiros) inicialmente se qualificaram para a medalha, e sua emissão para um número tão grande de homens foi sentida em alguns setores como uma desvalorização de seu significado:
Com os 500.000 francos que foram destinados a esta distinção sem valor, poderíamos, em vez disso, ter dado a médaille militaire a trezentos ou quatrocentos homens corajosos e prestado-lhes verdadeira honra. Isso teria sido pouco e muito menos do que os seus feitos mereciam, mas pelo menos teria sido melhor do que nada. Mas a medalha comemorativa não é nada. Na verdade, é menos que nada, pior que nada. É uma manifestação daquela espécie absurda de igualitarismo que insiste em reduzir os grandes ao mesmo nível dos pequenos e recompensar igualmente aqueles que excederam o seu dever e aqueles que se esquivaram dele.

## Agraciados notáveis (lista parcial)
- General Georges Louis Humbert
- General Philippe Marie André Roussel de Courcy
- General Paul François Grossetti
- General Jean-Marie Brulard
- General Albert d'Amade
- Vice-Almirante Antoine Exelmans
- Vice-Almirante Édouard Pottier
- General Augustin Gérard
- General José Joffre
- Almirante Henri Rieunier
- General Paul Chrétien
- General Jean Jules Henri Mordacq
- General Pierre-Guillaume-Paul Coronat
- General Charles Alexis Vandenberg
- Enseigne de vaisseau Gustave Samanos